# Пауль Гільшер
Пауль Гільшер (нім. Paul Hielscher; 17 листопада 1880, Бреслау — 21 вересня 1945, Вісбаден) — німецький офіцер, генерал-лейтенант вермахту.

## Біографія
28 березня 1899 року вступив в Прусську армію, служив в артилерії. Учасник Першої світової війни. Після демобілізації армії залишений в рейхсвері. 31 жовтня 1934 року звільнений у відставку.
26 серпня 1939 року переданий в розпорядження сухопутних військ. 8 жовтня 1939 року направлений у запасні частини в Польщі. З 10 листопада 1939 року — комендант Гнезена. З 23 січня 1941 року — артилерійський командир 18, з 15 січня 1942 року — 110, з 27 квітня 1942 року — 146. Одночасно з 23 червня по 3 липня 1942 року виконував обов'язки 4-ї танкової, з 28 вересня по 21 листопада — 208-ї піхотної дивізії, з 25 листопада по 15 грудня — командир групи «Гільшер». 22 жовтня 1943 року відправлений в резерв. 31 травня 1944 року звільнений.

## Звання
- Фенріх (28 березня 1899)
- Лейтенант (24 серпня 1900)
- Оберлейтенант (9 грудня 1907)
- Гауптман (23 вересня 1913)
- Майор (1 лютого 1923)
- Оберстлейтенант (1 серпня 1928)
- Оберст (1 квітня 1931)
- Генерал-майор (1 жовтня 1933)
- Генерал-лейтенант до розпорядження (1 січня 1942)

## Нагороди
- Залізний хрест 2-го і 1-го класу
- Військовий орден Святого Генріха
  - лицарський хрест
  - командорський хрест 2-го класу (28 серпня 1917)
- Орден Альберта (Саксонія), лицарський хрест 1-го класу з мечами
  - корона до ордена
- Орден Заслуг (Саксонія), лицарський хрест 1-го класу з мечами
- Хрест «За військові заслуги» (Австро-Угорщина) 3-го класу з військовою відзнакою
- Нагрудний знак «За поранення» в чорному
- Медаль «За вислугу років» (Саксонія)
- Почесний хрест ветерана війни з мечами